# Mandla
Mandla é uma cidade e um município no distrito de Mandla, no estado indiano de Madhya Pradesh.

## Geografia
Mandla está localizada a 22° 36′ N, 80° 23′ L. Tem uma altitude média de 445 metros (1 459 pés).

## Demografia
Segundo o censo de 2001, Mandla tinha uma população de 45 907 habitantes. Os indivíduos do sexo masculino constituem 51% da população e os do sexo feminino 49%. Mandla tem uma taxa de literacia de 77%, superior à média nacional de 59,5%: a literacia no sexo masculino é de 82% e no sexo feminino é de 72%. Em Mandla, 12% da população está abaixo dos 6 anos de idade.